# Tadeusz Gąsienica-Łuszczek

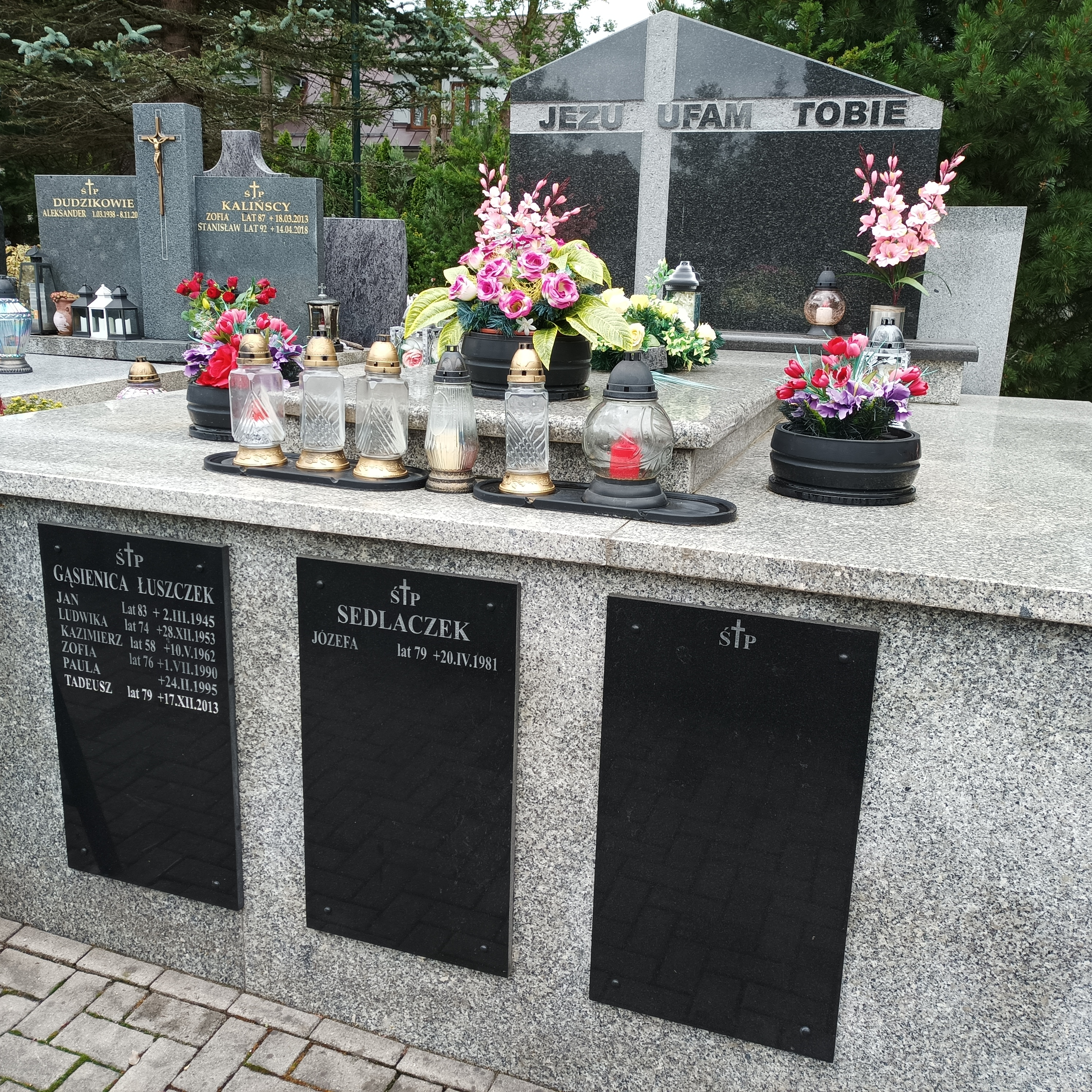
Grób Tadeusza Gąsienicy-Łuszczka na Nowym Cmentarzu w Zakopanem

Tadeusz Gąsienica-Łuszczek (ur. 30 września 1934 w Zakopanem, zm. 17 grudnia 2013) – polski polityk, poseł na Sejm II kadencji.

## Życiorys
Posiadał wykształcenie średnie zawodowe. Ukończył Państwową Szkołę Hotelarską dla absolwentów liceów ogólnokształcących w Krakowie w 1960. Przed przejściem na emeryturę pracował jako taksówkarz.
W 1993 uzyskał mandat posła na Sejm II kadencji. Został wybrany liczbą 3569 głosów w okręgu nowosądeckim z listy Konfederacji Polski Niepodległej. Zasiadał we władzach lokalnych tej partii. W grudniu 1993 wystąpił z KPN. W Sejmie był członkiem Komisji Regulaminowej i Spraw Poselskich oraz Komisji Ochrony Środowiska, Zasobów Naturalnych i Leśnictwa. Kadencję kończył w kole parlamentarnym Ruchu Solidarni w Wyborach.
Przed wyborami parlamentarnymi w 1997 razem z posłem Pawłem Saarem (wybranym z listy Bezpartyjnego Bloku Wspierania Reform) dołączył do Krajowej Partii Emerytów i Rencistów, bez powodzenia ubiegając się o reelekcję. W wyborach samorządowych w 1998 bezskutecznie kandydował do sejmiku małopolskiego z listy koalicji Przymierze Społeczne.
Wstąpił później do Samoobrony RP, z jej listy w wyborach w 2001 ponownie bezskutecznie ubiegał się o mandat poselski (otrzymał 4668 głosów). W kwietniu 2002 odszedł z tego ugrupowania. Był następnie sekretarzem Stowarzyszenia Obrony Praw Obywateli Powiatu Tatrzańskiego.
Pochowany na Nowym Cmentarzu w Zakopanem (kw. A1/1/14).

## Życie prywatne
Tadeusz Gąsienica-Łuszczek był żonaty, miał dwoje dzieci.